# September 1983
Portal Geschichte | Portal Biografien | Aktuelle Ereignisse | Jahreskalender | Tagesartikel

◄ |
19. Jahrhundert |
20. Jahrhundert
| 21. Jahrhundert

◄ |
1950er |
1960er |
1970er |
1980er
| 1990er | 2000er | 2010er | ►

◄ |
1979 |
1980 |
1981 |
1982 |
1983
| 1984 | 1985 | 1986 | 1987 | ►

◄ |
Juni 1983 |
Juli 1983 |
August 1983 |
September 1983 |
Oktober 1983 |
November 1983 |
Dezember 1983 |
►
Dieser Artikel behandelt aktuelle Nachrichten und Ereignisse im September 1983.

## Tagesgeschehen

### Samstag, 10. September 1983
- New York/Vereinigte Staaten: In ihrem achten Endspiel im Einzelwettbewerb der Damen bei den US Open unterliegt die amerikanische Tennisspielerin Chris Evert-Lloyd ihrer aus der Tschechoslowakei stammenden Landsfrau Martina Navratilova in zwei Sätzen. Während Evert-Lloyd das Turnier schon sechs Mal gewinnen konnte, ist es für Navratilova der erste Titel. Mit dem heutigen Tag begegneten sich die beiden Rivalinnen in jedem Grand-Slam-Turnier mindestens einmal im Finale. Zwei dieser Spiele gewann Evert-Lloyd und fünfmal hieß die Siegerin Navratilova.[1]

### Sonntag, 11. September 1983
- New York/Vereinigte Staaten: Der amerikanische Tennisspieler Jimmy Connors gewinnt als Titelverteidiger bei den US Open 1983 das Finale im Herreneinzel in vier Sätzen gegen den Tschechoslowaken Ivan Lendl, dem er schon im Finale 1982 gegenüberstand.[2]
- Venedig/Italien: Bei den 40. Internationalen Filmfestspielen von Venedig wird der Film Vorname Carmen des französischen Regisseurs Jean-Luc Godard mit dem Leone d’Oro prämiert.[3]

### Donnerstag, 15. September 1983
- Berlin/Deutschland: Der Regierende Bürgermeister des Landes Berlin Richard von Weizsäcker (CDU) reist als offizieller Staatsgast in den Ostteil der Stadt und spricht im Schloss Niederschönhausen wenige Stunden mit DDR-Staatsoberhaupt Erich Honecker (SED). Über die Inhalte ist wenig bekannt, jedoch ist von Weizsäcker der erste Regierende Bürgermeister von Berlin, der von Vertretern der DDR empfangen wird.[4]
- Bonn/Deutschland: Der Bundesminister der Verteidigung Manfred Wörner (CDU) konfrontiert den stellvertretenden NATO-Oberbefehlshaber für Europa und Bundeswehr-General Günter Kießling mit Gerüchten über dessen Homosexualität, die u. a. in NATO-Kreisen umlaufen. Kießling versichert Wörner, dass er nicht homosexuell sei und folglich auch nicht durch Feinde der NATO erpressbar wäre.[5]

### Montag, 19. September 1983
- Basseterre/St. Kitts und Nevis: Die Britische Monarchie entlässt den Staat St. Kitts und Nevis in die Unabhängigkeit. Als parlamentarische Monarchie bleiben die beiden Karibikinseln im Commonwealth of Nations mit dem Vereinigten Königreich lose verbunden.[6]

### Mittwoch, 21. September 1983

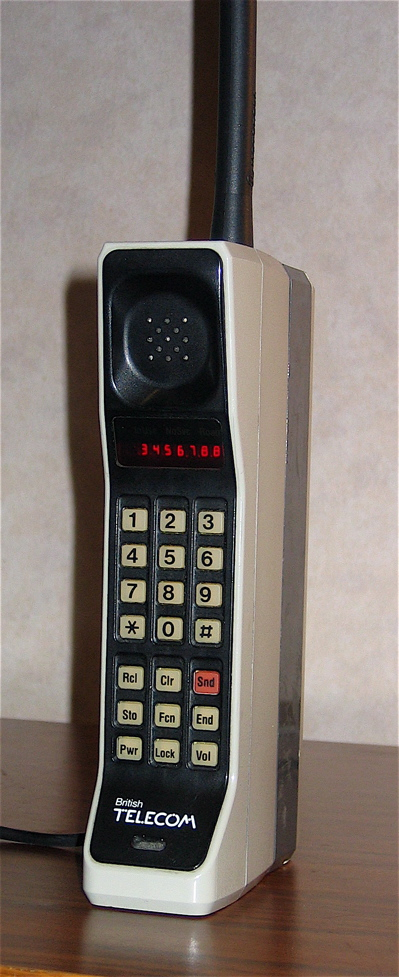
Praktisch: Das DynaTAC gibt es auch ohne Kabel

- Washington, D.C./Vereinigte Staaten: Die Federal Communications Commission erteilt die Betriebserlaubnis für ein 800 g schweres tragbares Telefon des Herstellers Motorola. Im Gegensatz zu allen bisherigen Telefonen hat das Motorola DynaTAC kein Kabel, sondern erhält gebündelte Signale über den Advanced Mobile Phone Service der Bell Laboratories von Western Electric sowie AT&T. Dieser Mobilfunk-Dienst soll in den kommenden Wochen freigeschaltet werden.[7]

### Freitag, 23. September 1983
- Berlin/Deutschland: Zwei Jahre nach dem ersten Nachweis des Immundefekt-Syndroms AIDS in der Bundesrepublik gründen homosexuelle Männer sowie eine Krankenschwester den Verein Deutsche AIDS-Hilfe.[8]
- New York/Vereinigte Staaten: Die Vereinten Nationen nehmen St. Kitts und Nevis als neues Mitglied auf.[9]

### Samstag, 24. September 1983

Das Musical startet im Theater an der Wien

- Wien/Österreich: Das Musical Cats mit Musik von Andrew Lloyd Webber und Texten von T. S. Eliot und Trevor Nunn wird nach London und New York erstmals in Wien aufgeführt. Im Theater an der Wien soll ein ähnlicher kommerzieller Erfolg erzielt werden wie seit 1981 im New London Theatre und seit 1982 im Winter Garden Theatre am Broadway.[10]

### Sonntag, 25. September 1983

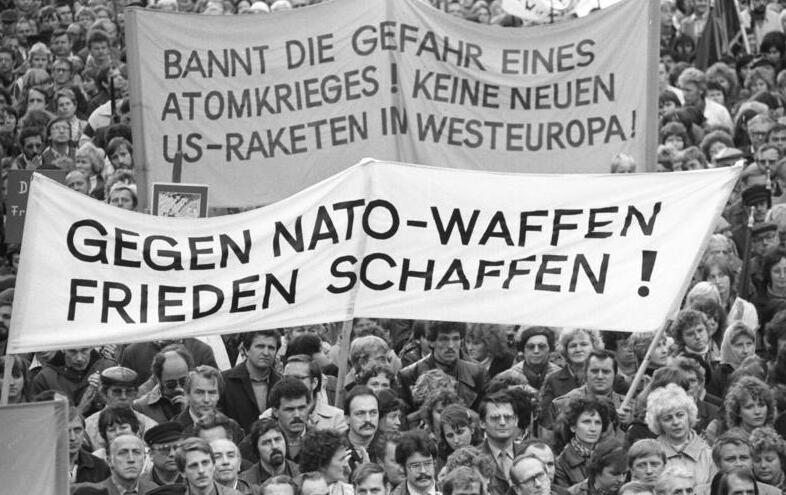
Die latente Gefahr eines Atomkriegs bewegt die Menschen, hier in Halle an der Saale, DDR

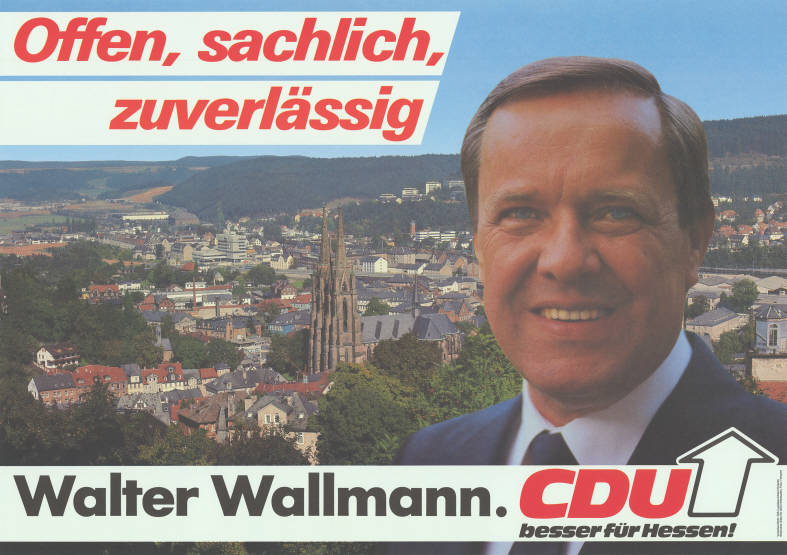
CDU-Spitzenkandidat in Hessen

- Bremen/Deutschland: Bei der Bürgerschaftswahl gewinnt die alleinregierende SPD des Bremer Bürgermeisters Hans Koschnick gegenüber 1979 leicht hinzu und landet bei 51,3 %. Die CDU folgt mit 33,3 %. Nur 4,6 % der Wähler entscheiden sich für die FDP, die seit 1947 immer über 5 % lag. Auch die Bremer Grüne Liste muss die Bürgerschaft verlassen.[11]
- Pasadena/Vereinigte Staaten: Bei der Verleihung des Fernsehpreises Emmy wird u. a. Tommy Lee Jones ausgezeichnet.[12][13]
- Rostock/Deutschland: Im letzten Spiel der 13. Volleyball-Europameisterschaft der Frauen besiegt die DDR die Auswahl der Sowjetunion und wird erstmals Europameister.[14]
- Serpuchow/Sowjetunion: Kurz nach Mitternacht ertönt eine Sirene im Kontrollraum der Kommandozentrale der Satellitenüberwachung Serpuchowo-15. An der Wand erscheint der Schriftzug „Start“. Es bedeutet, dass die Sowjetunion mit nuklearen Interkontinentalraketen angegriffen wird. Der diensthabende Leiter Stanislaw Petrow drückt allerdings nicht auf den roten Knopf am Steuerpult, was den Zweitschlag der Roten Armee gegen die Vereinigten Staaten einleiten würde, sondern interpretiert den scheinbaren Angriff korrekterweise als Fehlalarm.[15][16]
- Wiesbaden/Deutschland: Bei der Neuwahl zum hessischen Landtag erreicht die SPD des geschäftsführenden Ministerpräsidenten Holger Börner 46,2 % und verfehlt die angestrebte absolute Mehrheit. Börner erklärte zuvor, nicht mit den Grünen koalieren zu wollen. Deren Wahlergebnis liegt bei 5,9 %. CDU und FDP sprachen sich im Wahlkampf für eine gemeinsame Regierung aus, holen in der Summe jedoch nur 52 von 110 Mandaten. Eine große Koalition hat zu wenige Befürworter, es herrschen unklare, hessische Verhältnisse.[17][18]

### Freitag, 30. September 1983
- Wien/Österreich: Der Gemeinderat beauftragt den Bildhauer Alfred Hrdlicka, ein Mahnmal gegen Krieg und Faschismus zu entwerfen, das auf dem Albertinaplatz in der Inneren Stadt aufgestellt werden soll. Es wäre das erste Denkmal in Wien, das den österreichischen Beitrag zu Verbrechen in der Zeit des Nationalsozialismus anmahnt.[19]

## Weblinks

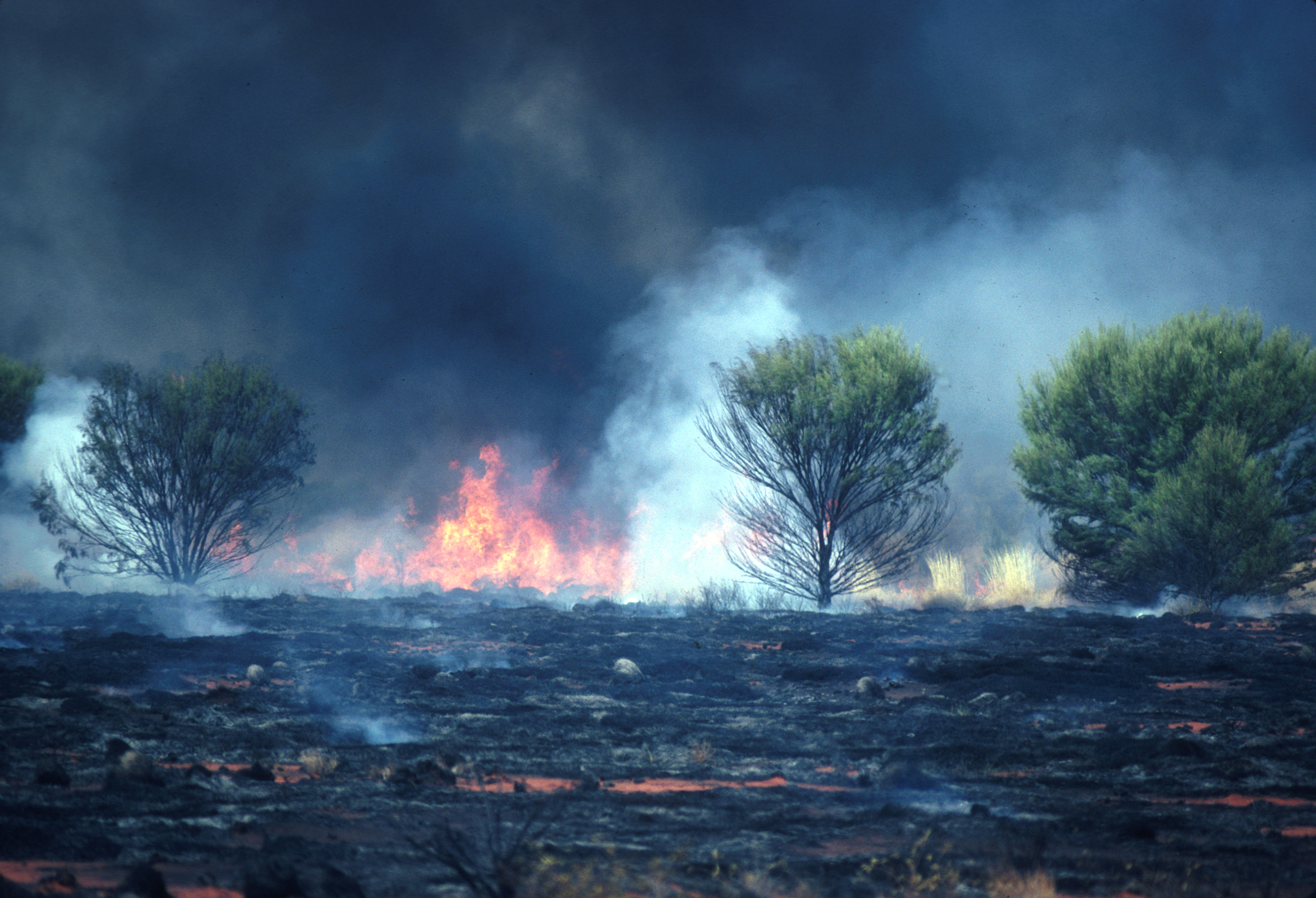
Australien im September 2013